# Het verraad van de zwarte roofridder
Het verraad van de zwarte roofridder is een Nederlandse film uit 1962. De film is opgenomen in zwart-wit met geluid en is geregisseerd door Henk van der Linden, die ook het script schreef.
Acteur Cor van der Linden brak tijdens een van de achtervolgingsscènes per paard zijn sleutelbeen.

## Verhaal
De Groene zegel, een magisch voorwerp, is gestolen door de zwarte ridder. De zegel is eigendom van ridder Bruno en moet gauw teruggevonden worden, anders komt de macht over het land in andermans handen. Alwin, de oudste zoon van Bruno, gaat met zijn page Johan, achter de zwarte ridder aan, maar wordt in een hinderlaag gelokt en gevangengezet. Zijn jongere broer Roberte en zusje Hilde besluiten hem achterna te gaan, als ze het kasteel van de zwarte ridder vinden bevrijden ze Alwin en roven de zegel terug.

## Rolverdeling
| Acteur             | Personage                                       |
| ------------------ | ----------------------------------------------- |
| Louk Perry         | Alwin                                           |
| Cor van der Linden | Robert                                          |
| Jos van der Linden | Hilde                                           |
| Frits van Wenkop   | Johan (rentemeester)                            |
| Jan van der Weide  | Kurt                                            |
| Hub Consten        | De Zwarte Ridder                                |
| No Bours           | Kasper                                          |
| Dirk Capel         | Siegfried                                       |
| Michel Odekerken   | Ridder Bruno (vader van Alwin, Robert en Hilde) |

1896-1909 · 1910-19 · 1920-29 · 1930-39 · 1940-49 · 1950-59 · 1960-69 · 1970-79 · 1980-89 · 1990-99 · 2000-09 · 2010-19
· 2020-29